# Fiestas patronales de Cehegín
Las Fiestas Patronales de Cehegín son el conjunto de festividades celebradas en la  localidad de Cehegín, que abarcan la semana del 8 al 14 de septiembre. Se celebran de forma anual y en conmemoración de la Virgen de las Maravillas, patrona del municipio.
Los habitantes del municipio (‘’cehegineros’’) pueden disfrutar de una semana cargada de festejos. Además, cada día se caracteriza por una celebración concreta y específica.

## Pregón de las Fiestas
Es el preludio de toda la festividad, en él tiene lugar la anual coronación de la Reina de las Fiestas Patronales de Cehegín. Celebrado generalmente en la Plaza del Castillo una semana antes del inicio de las mismas, es presentado por una persona valorada, admirada y elegida de entre los habitantes del municipio, que tendrá que presentar el acto, cuyo punto final es la coronación de la Reina de las Fiestas Patronales de Cehegín.
Cabe destacar el culto mediante el cual la anterior Reina de las Fiestas se descorona para designar así a la nueva Reina que, junto a toda la Corte (formada por damas y acompañantes) deberá acudir y presenciar cada uno de los actos más representativos de toda la festividad.

## Distribución de festividades y eventos por días

### Día 8
El punto de partida que arranca las Fiestas Patronales es la inauguración de la feria y del alumbrado (que iluminará las calles de Cehegín durante la duración de las mismas) por parte del Alcalde, que es acompañado por la Corte (formada por la Reina, Damas y acompañantes), así como por las autoridades.
Todos ellos acompañados por la actuación de la Sociedad Musical de Cehegín, que se encargará de armonizar la mayoría de eventos al aire libre.
Una vez alcanzado el recinto ferial, se dan por inauguradas las Fiestas Patronales del municipio.
Esa misma noche tienen lugar varios concursos entre barracas:
•	Concurso de Barraca mejor engalanada, con dos modalidades: carpa y parcela. Los motivos huertanos jugarán un papel decisivo a la hora de valorar las barracas.
•	Concurso de migas, llevado a cabo por un jurado que entregará raseras de oro, plata y bronce como premios.

### Día 9
Este segundo día es el de la Fiesta de la Romería, las mujeres de Cehegín se visten con indumentarias flamencas. Por la mañana, se celebra una chocolatada para aquellos asistentes ataviados de flamenco. Comienza así la Romería Rociera que recorrerá las calles de Cehegín desde la Parroquia de S. Antonio de Padua, donde tiene lugar la bendición, hasta llegar al Santuario Virgen de las Maravillas.
Esta Fiesta Rociera continuará por la tarde en las barracas y en el recinto ferial.
Por la noche, tiene lugar un desfile de grupos y asociaciones rocieras locales desde la Plaza del Alpargatero hasta el Parque Juan Carlos I, donde tendrá lugar el ‘’Festival por Sevillanas’’.

### Día 10
Este tercer día es el más emotivo, es el día de la Santísima Virgen de las Maravillas. Por la mañana, tiene lugar el desfile de Autoridades, Hermandad de las Maravillas junto a la Corte, desde el Ayuntamiento hasta el Convento (Santuario de la Patrona).
Una vez allí, comienza una solemne función religiosa en honor a la Patrona, oficiada por sacerdotes del municipio y de la zona. Ceremonia armonizada por el Coro Ciudad de Cehegín.
Por la tarde, tiene lugar una gran corrida de toros mixta en la Plaza de Toros de Cehegín, con toreros de gran renombre nacional han pasado por esta plaza, tales como Paquirri, Manolete, José Mari Manzanares, Curro Romero, Sebastián Castella o El Juli.
Una vez alcanzada la noche, tiene lugar la Solemne Procesión con la Patrona desde su Santuario hasta la Iglesia de Santa María Magdalena.

### Día 11
Los eventos de este cuarto día tienden a variar dependiendo de la programación de cada año. En la programación de 2014 tuvieron lugar los siguientes eventos: Demostración de pintura a cargo de la Asociación ‘El Jardinico’ en el parque Ginés Ibáñez, actividades entre barracas como el concurso ‘Tu cara me suena’ con premios a la mejor voz y al mejor disfraz, Concierto de Los Brincos y el Festival de Grupos Locales en el que participaron grupos cuyos formantes pertenecían a la localidad de Cehegín.

### Día 12
Este quinto día suele ser el más esperado por los jóvenes cehegineros, es el Día de los Huertanos, que arranca con un desfile de Autoridades, Hermandad de la Virgen de las Maravillas, Corte (Reina y Damas), barracas y asociaciones, acompañado por el pueblo portando flores desde la Plaza del Alpargatero hasta la Iglesia de Santa María Magdalena, donde tendrá lugar una Misa Huertana y, acto seguido, la ofrenda floral a la Patrona, la Virgen de las Maravillas.
Otro evento destacado de este día es la degustación de arroces en la Calle Mataró, donde se podrá disfrutar de forma gratuita de la excelente gastronomía arrocera del Noroeste de la Región de Murcia.
Por la tarde, se puede disfrutar de un gran ambiente tanto en el recinto ferial como en el parque de barracas, con toda una multitud de jóvenes vestidos de huertanos.
Alcanzada la noche, en el Parque Juan Carlos tiene lugar el Festival Internacional de Folclore. Mientras tanto, en la Plaza de Toros tiene lugar el Festibando de Cehegín, un festival arropado por los mejores artistas del momento, espectáculo marcado por el baile de gogós y mucha diversión. Artistas conocidos internacionalmente han pasado por este festival, tales como: Kate Ryan, Maldita Nerea, Andy y Lucas, Juan Magán, David Civera, King África, Henry Méndez, Coti, Edurne García Almagro; entre otros muchos.

### Día 13
Este sexto día es el día donde las barracas juegan un papel importante. Es el día del Hermanamiento de Barracas. A lo largo de este, se van celebrando concursos para que las barracas compitan entre ellas, concursos como: tiro al plato, yincana, truque por parejas. A la hora de la comida, esta suele tener lugar en las mismas barracas en hermandad, el Ayuntamiento se encarga de repartir la carne entre las barracas.Posteriormente, se realiza el tradicional concurso de chupitos de la barraca "Las niñas de la Salle", con la típica borrachera mortal de su cabecilla Narcisonfor. Por la noche, suelen celebrarse varios conciertos en el recinto ferial.

### Día 14
Este séptimo día es el que pone punto final a estas fiestas patronales. Por la mañana, tiene lugar una Función Religiosa en la Iglesia Santa María Magdalena en honor a la Virgen de las Maravillas mediante la interpretación del Coro Clásico de Cehegín.
Por la tarde, se celebran las últimas actividades entre barracas, con atracciones e hinchables para adultos.
Por la noche, se inicia la última solemne procesión en la que la Virgen de las Maravillas regresa desde la Iglesia de Santa María Magdalena a su Santuario. Más tarde, se celebra una verbena y, en último lugar, tiene lugar en la Plaza de la Concepción la gran tronería, acompañada de fuegos artificiales, que anuncia el fin de las fiestas.

## Otros actos
Durante la semana que abarca la festividad  se realizan numerosos actos, tales como: Torneo de Fútbol Sala, Campeonato de Petanca, Festival de Bandas de Música, actuaciones de varios grupos musicales, romerías, zarzuelas, exhibiciones, actividades infantiles; entre otros.